# Kathleen Le Messurier
Kathleen Le Messurier   (12 de juliol de 1898 - Adelaida, 1 de gener de 1981) fou una tennista australiana que va estar activa en la dècada de 1920 i 1930.
Filla menor d'Ernest i Jessie Le Messurier. Va jugar a tennis competitiu al Methodist Ladies College i més tard als Clubs de Tennis Semaphore i East Torrens.
Va quedar finalista de la competició individual de l'Australian Championships de 1932, perdent a la final davant la compatriota Coral McInnes Buttsworth en dos sets seguits. També va arribar a la final de dobles el 1924, 1925, 1928 i 1932, però va perdre en totes quatre ocasions. L'octubre de 1927 va guanyar el títol de dobles i individuals del torneig d'Adelaida. El març de 1928 va guanyar el Campionat del Sud d'Austràlia disputat a Adelaida.

## Torneigs de Grand Slam

### Individual: 1 (0−1)
| Resultat  | Núm. | Any  | Campionat                | Oponent                  | Marcador |
| --------- | ---- | ---- | ------------------------ | ------------------------ | -------- |
| Finalista | 1.   | 1932 | Australian Championships | Coral McInnes Buttsworth | 4−6, 7−9 |

### Dobles femenins: 4 (0−4)
| Resultat  | Núm. | Any  | Campionat                    | Parella             | Oponents                                       | Marcador |
| --------- | ---- | ---- | ---------------------------- | ------------------- | ---------------------------------------------- | -------- |
| Finalista | 1.   | 1924 | Australian Championships     | Meryl O'Hara Wood   | Daphne Akhurst Cozens Sylvia Lance Harper      | 5−7, 2−6 |
| Finalista | 2.   | 1925 | Australian Championships (2) | Esna Boyd Robertson | Daphne Akhurst Cozens Sylvia Lance Harper      | 4−6, 3−6 |
| Finalista | 3.   | 1928 | Australian Championships (3) | Dorothy Weston      | Daphne Akhurst Cozens Esna Boyd Robertson      | 3−6, 1−6 |
| Finalista | 4.   | 1932 | Australian Championships (4) | Dorothy Weston      | Coral McInnes Buttsworth Marjorie Cox Crawford | 2−6, 2−6 |